# Naklo
Naklo là một khu tự quản (tiếng Slovenia: občine, số ít – občina) trong vùng Gorenjska của Slovenia. Naklo có diện tích 28.3 km2, dân số là theo điều tra ngày 31 tháng 3 năm 2002 là 4899 người. Thủ phủ khu tự quản Naklo đóng tại Naklo.